# Captivi de Crăciun
Captivi de Crăciun este un film românesc din 2010 regizat de Iulia Rugină. Rolurile principale au fost interpretate de actorii Mădălină Ghițescu, Ozana Oancea, Bogdan Dumitrache.

## Distribuție
Distribuția filmului este alcătuită din:
- Cristian Popa — Cristi
- Ozana Oancea — Ozana
- Bogdan Dumitrache — Alex
- Emilia Dobrin — Doamna
- Mădălina Ghițescu — Mădălina
- Constantin Cojocaru — Omul de serviciu